# アンヘル・カセロ

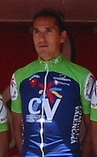
アンヘル・カセロ

アンヘル・ルイス・カセロ・モレノ（Ángel Luis Casero Moreno、1972年9月27日 - ）は、スペイン、バレンシア出身の元自転車競技、ロードレース選手。

## 経歴
1994年、ミゲル・インドゥライン擁するバネストと契約を結んでプロ転向。同年のツール・ド・ラブニールで総合優勝を果たした。
1995年、ブエルタ・ア・エスパーニャ初出場、総合13位。
1997年、ブエルタ・ア・カスティーリャ・イ・レオン総合優勝。カタルーニャ一周総合2位。ツール・ド・フランス初出場（総合27位）。
1998年、ビタリシオ・セグロスに移籍。国内選手権・ロードレース優勝。
1999年、国内選手権・ロードレース連覇。ツール・ド・フランス総合5位。
2000年、弟、ラファエル・カセロとともに、フェスティナに移籍。ブエルタ・ア・エスパーニャ総合2位。
2001年のブエルタ・ア・エスパーニャでは、最終第21ステージの個人タイムトライアルにおいて、前日まで総合首位のオスカル・セビーリャを逆転し、劇的な総合優勝を果たした。しかし、所属していたフェスティナは同年限りでチームを解散。
2002年、ドイツ籍のチーム・コースト（後にチーム・ビアンキ）に移籍。ブエルタ・ア・エスパーニャ総合6位。
2004年、2003年限りでビアンキが解散したため、コムニダ・バレンシアに移籍。
2005年、引退。